# Esclavage au Tchad
 (septembre 2022).
La mise en forme du texte ne suit pas les recommandations de Wikipédia : il faut le « wikifier ».
Les points d'amélioration suivants sont les cas les plus fréquents. Le détail des points à revoir est peut-être précisé sur la page de discussion.
- Les titres sont pré-formatés par le logiciel. Ils ne sont ni en capitales, ni en gras.
- Le texte ne doit pas être écrit en capitales (les noms de famille non plus), ni en gras, ni en italique, ni en « petit »…
- Le gras n'est utilisé que pour surligner le titre de l'article dans l'introduction, une seule fois.
- L'italique est rarement utilisé : mots en langue étrangère, titres d'œuvres, noms de bateaux, etc.
- Les citations ne sont pas en italique mais en corps de texte normal. Elles sont entourées par des guillemets français : « et ».
- Les listes à puces sont à éviter, des paragraphes rédigés étant largement préférés. Les tableaux sont à réserver à la présentation de données structurées (résultats, etc.).
- Les appels de note de bas de page (petits chiffres en exposant, introduits par l'outil «  Source ») sont à placer entre la fin de phrase et le point final[comme ça].
- Les liens internes (vers d'autres articles de Wikipédia) sont à choisir avec parcimonie. Créez des liens vers des articles approfondissant le sujet. Les termes génériques sans rapport avec le sujet sont à éviter, ainsi que les répétitions de liens vers un même terme.
- Les liens externes sont à placer uniquement dans une section « Liens externes », à la fin de l'article. Ces liens sont à choisir avec parcimonie suivant les règles définies. Si un lien sert de source à l'article, son insertion dans le texte est à faire par les notes de bas de page.
- La présentation des références doit suivre les conventions bibliographiques. Il est recommandé d'utiliser les modèles {{Ouvrage}}, {{Chapitre}}, {{Article}}, {{Lien web}} et/ou {{Bibliographie}}. Le mode d'édition visuel peut mettre en forme automatiquement les références.
- Insérer une infobox (cadre d'informations à droite) n'est pas obligatoire pour parachever la mise en page.

Pour une aide détaillée, merci de consulter Aide:Wikification.
Si vous pensez que ces points ont été résolus, vous pouvez retirer ce bandeau et améliorer la mise en forme d'un autre article.
Le Tchad est un pays d'origine et de destination des enfants soumis à la traite des personnes, en particulier aux conditions de travail forcé et de prostitution forcée. Le problème de la traite dans le pays est principalement interne et implique fréquemment que des parents confient des enfants à des proches ou à des intermédiaires en échange de promesses d'éducation, d'apprentissage, de biens ou d'argent ; la vente ou l'échange d'enfants en servitude domestique involontaire ou en élevage est utilisé comme moyen de survie par des familles qui cherchent à réduire le nombre de bouches à nourrir. Les enfants victimes de la traite sont principalement soumis au travail forcé en tant que bergers,, domestiques, ouvriers agricoles ou mendiants. Les enfants éleveurs de bétail suivent les itinéraires traditionnels pour faire paître le bétail et traversent parfois des frontières internationales mal définies vers le Cameroun, la République centrafricaine et le Nigeria. Les jeunes filles tchadiennes se rendent dans les grandes villes à la recherche de travail, où certaines sont ensuite soumises à la prostitution. Certaines filles sont contraintes de se marier contre leur gré, seulement pour être forcées par leurs maris à la servitude domestique involontaire ou au travail agricole. Au cours des périodes de référence précédentes, des trafiquants ont transporté des enfants du Cameroun et de la RCA vers les régions productrices de pétrole du Tchad à des fins d'exploitation sexuelle commerciale ; on ne sait pas si cette pratique a persisté en 2009.
Au cours de la période considérée, le Gouvernement tchadien s'est activement engagé dans des combats avec des groupes d'opposition armés antigouvernementaux. Chaque camp a enrôlé illégalement, y compris dans des camps de réfugiés, et utilisé des enfants comme combattants, gardes, cuisiniers et guetteurs. Cependant, la conscription d'enfants par le gouvernement pour le service militaire a diminué à la fin de la période considérée, et un processus dirigé par le gouvernement et coordonné par l'UNICEF pour identifier et démobiliser les enfants soldats restants dans les installations militaires et les camps rebelles a commencé à la mi-2009. Un nombre important mais inconnu d'enfants reste dans les rangs de l'Armée nationale tchadienne (ANT). Des enfants soudanais dans des camps de réfugiés à l'est du Tchad ont été recrutés de force par des groupes rebelles soudanais, dont certains étaient soutenus par le gouvernement tchadien au cours de la période considérée.
Le gouvernement ne respecte pas pleinement les normes minimales pour l'élimination de la traite ; cependant, il fait des efforts considérables pour y parvenir. Au cours de la période considérée, le gouvernement a pris des mesures pour enquêter sur le problème du travail forcé des enfants dans l'élevage et y remédier. Il a également lancé des efforts pour sensibiliser à l'illégalité de la conscription d'enfants soldats, pour identifier et retirer les enfants des rangs de son armée nationale et pour démobiliser les enfants capturés par les groupes rebelles. Le gouvernement n'a toutefois pas réussi à promulguer une législation interdisant la traite des personnes et a entrepris des efforts minimaux d'application de la loi contre la traite et des activités de protection des victimes. Le pays est confronté à de graves contraintes, notamment l'absence d'un système judiciaire solide, des conflits civils déstabilisants et un afflux massif de réfugiés en provenance des États voisins. Le Bureau de surveillance et de lutte contre la traite des personnes du département d'État américain a placé le pays sur la "liste de surveillance de niveau 2" en 2017.

## Histoire
La pratique de l'esclavage au Tchad, comme dans les États sahéliens en général, est un phénomène enraciné avec une longue histoire, remontant à la traite négrière transsaharienne, dans les royaumes sahéliens, et perdurant aujourd'hui. Comme ailleurs en Afrique de l'Ouest, la situation reflète un clivage ethnique, racial et religieux entre les agriculteurs chrétiens noirs et les bergers musulmans à la peau plus claire, qui s'embrase parfois dans des éruptions de violence ou des troubles civils.
Au début des années 1890, des expéditions militaires françaises envoyées au Tchad ont rencontré les forces de Rabih az-Zubayr, qui avait mené des raids d'esclaves (razzias) dans le sud du Tchad tout au long des années 1890 et avait saccagé les colonies de Bornu, Baguirmi et Ouaddai. Après des années d'engagements indécis, les forces françaises ont finalement vaincu Rabih az-Zubayr à la bataille de Kousséri en 1900. Les autorités coloniales du Tchad français ont officiellement supprimé l'esclavage, mais leur contrôle de facto sur la région était limité. Dans l'immense Région Borkou-Ennedi-Tibesti, une poignée d'administrateurs militaires français conclut bientôt un accord tacite avec les habitants du désert ; tant que les sentiers des caravanes restaient relativement sécurisés et que des niveaux minimaux d'ordre public étaient respectés, l'administration militaire, dont le siège se trouvait à Faya Largeau, laissait généralement la population tranquille. Dans le centre du Tchad, la domination française n'était que légèrement plus importante. Les raids d'esclaves se sont poursuivis dans les années 1920 et il a été signalé en 1923 qu'un groupe de musulmans sénégalais en route pour La Mecque avait été capturé et vendu comme esclave. Ne voulant pas dépenser les ressources nécessaires à une administration efficace, le gouvernement français a répondu par une coercition sporadique et un recours croissant à l'administration indirecte par le biais des sultanats.
Aujourd'hui, en République du Tchad, l'esclavage persiste, mais pas autant que dans le Sahel occidental, par exemple en Mauritanie où l'on estime que jusqu'à 20 % de la population totale vit en esclavage. Au contraire, l'esclavage contemporain au Tchad se limite principalement au travail des enfants et non à la servitude héréditaire.

## Esclavage des enfants
Les enfants esclaves, vendus par leurs parents démunis, sont pour la plupart détenus par des bergers arabo-berbères. Celles-ci leur imposent souvent une nouvelle identité,
« Les bergers arabes changent leur nom, leur interdisent de parler dans leur dialecte natal, leur interdisent de converser avec des personnes de leur propre ethnie et leur font adopter l'islam comme religion. »
Certains sont exploités dans des mines d'or au nord du pays,,.

## Poursuite
La faiblesse du système judiciaire tchadien a entravé ses progrès dans les efforts d'application de la loi contre la traite. Le gouvernement n'a pas poursuivi les auteurs d'infractions liées à la traite et n'a pas condamné et puni les trafiquants. Les lois existantes ne traitent pas spécifiquement de la traite des êtres humains, bien que la prostitution forcée et de nombreux types d'exploitation par le travail soient interdits. Le titre 5 du Code du travail interdit le travail forcé et servile, prescrivant des amendes de 100 $ à 1 000 $ ; ces peines, qui sont considérées comme significatives selon les normes tchadiennes, ne prévoient pas de peine d'emprisonnement et ne sont pas suffisamment sévères pour dissuader les crimes de traite. Les articles 279 et 280 du Code pénal interdisent la prostitution des enfants, prescrivant des peines de 5 à 10 ans d'emprisonnement et des amendes pouvant aller jusqu'à 2 000 $ - des peines suffisamment sévères, mais sans commune mesure avec les peines prévues pour d'autres crimes graves, comme le viol. Le proxénétisme et la possession de maisons de prostitution sont également interdits en vertu des articles 281 et 282 du Code pénal. La loi de 1991 sur l'armée nationale tchadienne interdit le recrutement par l'armée de personnes de moins de 18 ans. En 2009, le ministère de la Justice, avec l'appui de l'UNICEF, a achevé la rédaction des révisions du code pénal ; plusieurs nouvelles dispositions interdiront et prescriront des sanctions pour la traite des enfants et assureront la protection des victimes. Les révisions sont en attente d'approbation par la Cour suprême et le secrétaire général du gouvernement. Le gouvernement n'a pas mis à disposition de statistiques sur l'application des lois anti-traite, et il n'y a aucune preuve suggérant que le gouvernement a poursuivi les infractions de traite au cours de la période de référence. Il n'a pas fourni d'informations sur l'état des affaires pendantes signalées au cours de la période précédente. Au cours des périodes de rapport précédentes, le gouvernement a poursuivi un petit nombre d'affaires de traite d'enfants en utilisant des lois contre l'enlèvement, la vente d'enfants et l'emploi d'enfants de moins de 14 ans, bien que la plupart des magistrats ne comprennent pas comment appliquer les lois existantes aux affaires de traite. Au cours de l'année, la police a arrêté un nombre indéterminé d'adultes tchadiens soupçonnés d'avoir recours au travail forcé des enfants pour l'élevage, ainsi que des intermédiaires organisant des travaux d'élevage pour les enfants, mais a relâché tous les suspects après avoir payé de petites amendes. Certains cas ont été traités par des formes traditionnelles de justice qui variaient en fonction de la religion, de l'ethnie et de l'appartenance clanique de toutes les parties impliquées ou affectées par l'exploitation. Le gouvernement n'a pas poursuivi les responsables militaires pour la conscription d'enfants soldats, bien qu'il ait informé l'ANT au cours de l'année que les infractions futures seraient punies avec tout le poids de la loi.
En 2018, une opération armée a permis la libération de plus d'un millier de tchadiens détenus au Tibesti.

## Protection des victimes
Le Gouvernement tchadien n'a pas pris de mesures adéquates pour garantir que toutes les victimes de la traite aient accès à des services de protection au cours de la période considérée. Il a cependant fait des progrès dans la protection des enfants soldats, dont certains ont peut-être été enrôlés de force, identifiés dans le pays. Lors d'une cérémonie en juin 2009, l'ANT a transféré à l'UNICEF pour soins 84 enfants combattants capturés par des groupes rebelles tchadiens début mai. En juillet 2009, des représentants des ministères des affaires sociales, de la défense et des affaires étrangères ont mené une mission interministérielle au camp militaire de Moussoro, accompagnés de personnel de l'UNICEF et d'une ONG internationale, pour identifier les enfants soldats capturés dans les unités rebelles ; sur les 88 enfants soldats présumés, l'équipe en a identifié 51 comme étant des enfants et a réussi à en confier 16 aux soins de l'UNICEF. Fin 2009, le gouvernement et l'UNICEF ont identifié et transféré dans des centres de réadaptation et de formation professionnelle gérés par des ONG un enfant soldat des rangs militaires tchadiens et 239 de groupes rebelles tchadiens. Le ministère de l'Action sociale a géré un centre de transit situé à Moussouro pour filtrer et fournir un abri aux enfants démobilisés après leur première libération des groupes armés. Après avoir passé quelques jours au centre, le gouvernement a transféré les enfants dans des centres de réhabilitation gérés par des ONG internationales. Au cours de l'année, les Ministères des affaires sociales et de la défense ont commencé à tenir des dossiers sur les enfants soldats réhabilités et autres enfants victimes de la traite.
Le gouvernement a fourni peu d'aide aux victimes de la traite autres que les enfants soldats enrôlés illégalement au cours de la période considérée. En 2009, le gouvernement a poursuivi ses efforts pour fournir une assistance minimale aux enfants victimes de la traite par le biais de ses six comités techniques régionaux chargés de lutter contre les pires formes de travail des enfants. Ces comités – situés à N'Djamena, Abeche et dans les villes du sud, avec des représentants des ministères de la justice, des affaires sociales et de la famille, de l'éducation, des travaux publics, des droits de l'homme et de la police judiciaire – ont encouragé les victimes à porter plainte et à aider les victimes. l'enquête et la poursuite de leurs trafiquants. Ils ont également renvoyé les cas d'enfants contraints de garder des animaux à la justice pour qu'elle prenne des mesures. Le gouvernement a maintenu un système formel permettant aux fonctionnaires d'orienter les victimes vers des ONG ou des organisations internationales pour des soins ; la police judiciaire ou d'autres autorités locales doivent informer le département de la protection de l'enfance du ministère de la Justice, l'UNICEF et les ONG locales lorsqu'il y a un cas potentiel de traite d'enfants. Le gouvernement n'a toutefois fourni aucune information sur le nombre de victimes qu'il a référées à ces organisations au cours de l'année. Les responsables n'ont pas signalé avoir encouragé les victimes à porter plainte ou à participer à l'enquête et à la poursuite de leurs trafiquants. Le gouvernement n'a pas arrêté ou détenu les victimes de la traite, ni poursuivi ou pénalisé d'une autre manière les enfants victimes identifiés pour des actes illégaux commis en conséquence directe de la traite. En raison de la faiblesse des entités étatiques et d'un manque de capacité, le gouvernement n'a alloué aucune ressource à la formation de ses fonctionnaires concernant l'identification et le traitement des victimes de la traite au cours de la période considérée. On constate qu'en 2021, aucune poursuite n'a été engagée par les magistrats du Parquet.

## Prévention
Le gouvernement tchadien a déployé des efforts modestes pour prévenir la traite des êtres humains au cours de l'année. Le gouvernement a continué à mener ses efforts contre la traite conformément à deux documents internes revus et révisés chaque année - le "Guide pour la protection des enfants victimes de la traite" et le "Plan d'action intégré de lutte contre les pires formes de travail, d'exploitation, et la traite (2008-1010) » – élaborées respectivement par le Comité national de lutte contre la traite et la Direction de l'enfance du ministère de la Justice. Bien qu'aucun des deux plans n'ait été officiellement adopté ou lancé comme prévu à l'origine, toutes les entités gouvernementales concernées suivent les plans de travail décrits. Le gouvernement a concentré ses activités de prévention principalement sur la lutte contre la traite des enfants, car les enfants constituent le plus grand groupe de victimes de la traite au Tchad. En 2009, une équipe interministérielle s'est rendue dans les villes du sud pour enquêter sur des cas présumés d'enfants contraints de garder des animaux et a fourni un rapport contenant des recommandations d'action future au ministère des Droits de l'homme. Au cours de l'année, le gouvernement, en partenariat avec l'UNICEF et l'UNFPA, a lancé plusieurs campagnes nationales de défense des droits de l'homme qui comprenaient la sensibilisation de la population aux dangers de donner, louer ou vendre ses enfants pour garder des animaux ; ces campagnes impliquaient des événements publics, des panneaux d'affichage, des affiches et la distribution de matériel d'information. Le gouvernement a également élaboré un plan pour éduquer les parents sur les risques de vendre leurs enfants ; le plan attend l'approbation finale du Premier ministre et le financement. En janvier 2010, l'École nationale d'administration et de magistrature a diplômé sa première promotion de 28 inspecteurs du travail ; ils n'ont pas encore été déployés faute de financement. Les 25 inspecteurs actuels et les 59 inspecteurs auxiliaires du pays n'avaient pas les ressources nécessaires pour s'acquitter de leur mandat et le ministère du Travail n'a fourni aucune information sur le nombre d'inspections du travail des enfants effectuées ou sur le nombre d'enfants, le cas échéant, retirés ou aidés à la suite de telles inspections. contrôles. À partir d'août 2009, le Coordonnateur militaire du ministère des Affaires étrangères a dirigé une délégation de sensibilisation composée d'officiers de l'ANT, de la Garde nomade, de la Direction générale des services de sécurité des institutions nationales et de la gendarmerie, ainsi que de fonctionnaires civils et de représentants de l'UNICEF, le PNUD, l'opération de maintien de la paix des Nations Unies et les missions diplomatiques, dans les quatre quartiers généraux des forces armées gouvernementales à Abéché, N'Djamena, Moussoro et Mongo. Le coordinateur militaire, un général de brigade, a délivré un message cohérent dénonçant l'utilisation d'enfants soldats, soulignant l'intolérance du gouvernement à l'égard de cette pratique et déclarant que le gouvernement enquêterait et poursuivrait toute personne impliquée dans l'utilisation d'enfants soldats. Le gouvernement n'a fait aucun effort pour réduire la demande d'actes sexuels commerciaux ou de travail forcé au cours de la période considérée. En juillet 2009, le gouvernement a ratifié le Protocole 2000 UN TIP.
Le gouvernement tchadien a intensifié ses efforts pour éradiquer la traite des êtres humains à travers divers efforts. Cependant, selon le rapport américain, les responsables gouvernementaux ne sont pas suffisamment formés pour lutter contre la traite. Selon le rapport, les enfants sont aussi souvent victimes de travail forcé et vendus sur les marchés.